# Ливерс, Тони
Тони Ливерс (нем. Toni Livers; род. 2 июня 1983, Трун) — швейцарский лыжник, участник двух Олимпийских игр, победитель этапов Кубка мира. Специалист дистанционных гонок.

## Карьера
В Кубке мира Ливерс дебютировал в 2003 году, в феврале 2007 года одержал свою первую победу на этапе Кубка мира. Всего на сегодняшний день имеет на своём счету 2 победы на этапах Кубка мира, по одной в личных и командных гонках. Лучшим достижением Ливерса в общем итоговом зачёте Кубка мира является 34-е место в сезоне 2008-09.
На Олимпиаде-2006 в Турине стартовал в трёх гонках: дуатлон 15+15 км - 40-е место, эстафета - 7-е место, масс-старт 50 км - 32-е место.
На Олимпиаде-2010 в Ванкувере занял 10-е место в гонке на 15 км коньком, 22-е место в дуатлоне 15+15 км и 10-е место в эстафете.
За свою карьеру принимал участие в трёх чемпионатах мира, лучший результат 7-е место в эстафете на чемпионате-2009 в чешском Либереце, в личных гонках не поднимался выше 9-го места.
Принял участие в соревнованиях по биатлону и лыжным гонкам в рамках зимних Всемирных военно-спортивных игр 2010 года, где выиграл «серебро» в гонке патрулей (был «лидером» команды — нестреляющим бегуном), и стал вторым в личном и третьим в командном зачёте «чистой» гонки на 15 км вольным стилем.
Использует лыжи и ботинки производства фирмы Rossignol.